# Erzbistum Tunja
Das Erzbistum Tunja (lat.: Archidioecesis Tunquensis, span.: Arquidiócesis de Tunja) ist eine in Kolumbien gelegene römisch-katholische Erzdiözese mit Sitz in Tunja. 

## Geschichte
Das Erzbistum Tunja wurde am 29. Juli 1880 durch Papst Leo XIII. aus Gebietsabtretungen des Erzbistums Santafé en Nueva Granada als Bistum Tunja errichtet. Es wurde dem Erzbistum Santafé en Nueva Granada als Suffraganbistum unterstellt. Am 17. Juli 1893 gab das Bistum Tunja Teile seines Territoriums zur Gründung des Apostolischen Vikariates Casanare ab. Eine weitere Gebietsabtretung erfolgte am 7. März 1955 zur Gründung des Bistums Duitama.
Am 20. Juni 1964 wurde das Bistum Tunja durch Papst Paul VI. mit der Apostolischen Konstitution Immensa Christi zum Erzbistum erhoben. Das Erzbistum Tunja gab am 26. April 1977 Teile seines Territoriums zur Gründung der Bistümer Chiquinquirá und Garagoa ab.

## Ordinarien

### Bischöfe von Tunja
- Severo Garcia, 1881–1886
- Giuseppe Benigno Perilla, 1887–1903
- Eduardo Maldonado Calvo, 1905–1932
- Crisanto Luque Sánchez, 1932–1950, dann Erzbischof von Bogotá
- Ángel María Ocampo Berrio SJ, 1950–1964

### Erzbischöfe von Tunja
- Ángel María Ocampo Berrio SJ, 1964–1970
- Augusto Trujillo Arango, 1970–1998
- Luis Augusto Castro Quiroga IMC, 1998–2020
- Gabriel Ángel Villa Vahos, seit 2020